# The Million Masks of God
The Million Masks of God es el sexto álbum de estudio de la banda estadounidense de indie rock Manchester Orchestra. Fue lanzado a través de Loma Vista el 30 de abril de 2021. El álbum fue anunciado el 18 de febrero de 2021, junto con el lanzamiento del primer sencillo "Bed Head".

## Antecedentes
La banda lanzó su quinto álbum de estudio, A Black Mile to the Surface (2017) a través de Loma Vista Recordings y Favorite Gentlemen. Ese otoño, la banda se embarcó en una gira por Norteamérica como cabeza de cartel, con el apoyo de Foxing y Tigers Jaw. En 2018, Manchester Orchestra y The Front Bottoms encabezaron una gira de invierno, enmarcada por el espectáculo anual de Acción de Gracias de Manchester Orchestra, "The Stuffing", y la actuación navideña de Front Bottoms, "Champagne Jam". El año siguiente, Manchester Orchestra volvió a salir de gira, esta vez para celebrar el décimo aniversario de su álbum Mean Everything to Nothing (200). La banda tocó el álbum en su totalidad, con el apoyo de Foxing y Oso Oso.
Los efectos de la pandemia de COVID-19 obligaron a cesar la mayoría de las presentaciones en vivo en 2020. El líder de Manchester Orchestra, Andy Hull, pasó la mayor parte del año lanzando álbumes de demostración de su proyecto paralelo, Right Away, Great Captain!, además de colaborar con Foxing y Touché Amoré. En octubre, Manchester Orchestra realizó dos conciertos con distanciamiento social en South Farms en Morris, Connecticut. El 12 de febrero de 2021, Manchester Orchestra presentó A Black Mile To The Surface: The Global Concert Film, una presentación en vivo en blanco y negro de YouTube de Black Mile en su totalidad. La presentación en sí, así como una proyección adicional en Facebook y un encuentro virtual previo al espectáculo, fueron gratuitos para el público. Hull dijo que la película del concierto "se siente como la manera perfecta de cerrar el capítulo de Black Mile, y estoy emocionado de decir que esto es más que un simple concierto. También es el comienzo".

## Grabación
La escritura de The Million Masks of God comenzó a fines de 2017, pero Hull le dijo a Aesthetic Magazine que Manchester Orchestra "realmente comenzó a armarlo a principios de 2019".
La grabación se llevó a cabo en gran parte entre Echo Mountain Recording en Carolina del Norte y el estudio de Gruska en Los Ángeles. La banda grabó en Sound City Studios durante tres días antes de regresar a la casa de Gruska en Los Ángeles, donde Hull, McDowell, Gruska y Marks se quedaron durante dos semanas. Las guitarras acústicas utilizadas en The Million Masks of God fueron fabricadas por C. F. Martin & Company. Inicialmente, Hull grabó guitarras eléctricas en una Fender Jazzmaster mientras que McDowell usó una Fender Coronado, pero los guitarristas cambiaron de instrumento poco después de la producción. McDowell dijo que él y Hull "los consiguieron e inmediatamente se pusieron celosos el uno del otro".  Para cuando la pandemia de COVID-19 cerró la mayor parte del trabajo en los Estados Unidos en marzo de 2020, Manchester Orchestra había terminado de grabar el álbum y estaba a punto de comenzar a mezclar con Marks. Marks pasaría seis horas al día mezclando durante tres meses.

## Composición y temas
The Million Masks of God ha sido descrito como indie rock y rock progresivo, con comparaciones con Mumford & Sons, Band of Horses, Tool, Simon & Garfunkel, Silversun Pickups, My Morning Jacket y Muse.
El título del álbum deriva de "Gold Leaves", un poema temprano de G. K. Chesterton que detalla la cambiante relación del narrador con Dios a medida que envejece.

## Lanzamiento y promoción
Manchester Orchestra anunció los detalles de su próximo álbum, incluido el título, la lista de canciones y la fecha de lanzamiento, el 18 de febrero de 2021. Como parte del anuncio del álbum, el primer sencillo y video musical de The Million Masks of God, "Bed Head", se lanzaron el mismo día. En una entrevista con Alt Nation de Sirius XM, Hull describió la canción como sobre "dos viejos amigos que existen en dos realidades separadas", teniendo una "conversación sobre las vidas que vivieron, las consecuencias de las decisiones de la vida y encontrando un propósito al tratar de ser mejores".
El segundo sencillo y video musical, "Keel Timing", se lanzó el 26 de marzo de 2021. Aunque se lanzó más tarde, Hull dijo que "Keel Timing" "sirve como una precuela" de "Bed Head", y es "una investigación interna aislada sobre el crecimiento personal". El último sencillo que se lanzó antes de The Million Masks of God, "Telepath", debutó el 27 de abril de 2021. La canción estuvo acompañada de un video de una sola toma, dirigido por Isaac Deitz, y describe "el flujo y reflujo del compromiso de por vida con otra persona". The Million Masks of God se lanzó el 30 de abril de 2021 a través de Loma Vista Recordings.

## Lista de canciones
Todas las canciones escritas y compuestas por Manchester Orchestra. 
| N.º | Título           | Duración |  |
| 1.  | «Inaudible»      | 4:21     |  |
| 2.  | «Angel of Death» | 5:47     |  |
| 3.  | «Keel Timing»    | 4:18     |  |
| 4.  | «Bed Head»       | 4:04     |  |
| 5.  | «Annie»          | 4:28     |  |
| 6.  | «Telepath»       | 2:28     |  |
| 7.  | «Let It Storm»   | 4:18     |  |
| 8.  | «Dinosaur»       | 3:27     |  |
| 9.  | «Obstacle»       | 3:43     |  |
| 10. | «Way Back»       | 3:39     |  |
| 11. | «The Internet»   | 5:21     |  |

## Posicionamiento en lista
| Lista (2021)                            | Posición |
| --------------------------------------- | -------- |
| Alemania (Offizielle Top 100)           | 54       |
| Bélgica (Ultratop flamenca)             | 173      |
| Escocia (Scottish Albums Chart)         | 22       |
| Estados Unidos (Billboard 200)          | 31       |
| Estados Unidos (Independent Albums)     | 4        |
| Estados Unidos (Top Alternative Albums) | 3        |
| Estados Unidos (Top Rock Albums)        | 5        |
| Reino Unido (UK Albums Chart)           | 87       |
| Suiza (Schweizer Hitparade)             | 46       |

## Personal
Manchester Orchestra
- Andy Hull – Voz, guitarra, teclados, percusión, producción, ingeniería
- Robert McDowell – guitarra, teclados, productor
- Andy Prince – bajo
- Tim Very – batería